# Milan Milanović (ur. 1963)
Milan Milanović (serb. cyr. Милан Милановић, ur. 10 stycznia 1963 w Belgrad) – serbski trener piłkarski i piłkarz występujący na pozycji pomocnika. Od 20 maja 2022 pełni funkcję pierwszego trenera w kazaskim klubie Toboł Kustanaj.

## Kariera
Seniorską karierę rozpoczął w FK Čukarički, w którym grał w latach 1983–1984. Następnie reprezentował FK Zemun, który grał w drugiej lidze Jugosławii. Później spędził kilka lat w Niemczech, gdzie grał w pięciu różnych klubach, głównie na szczeblach niższych lig. karierę piłkarską zakończył w 1994, jednak wznowił ją w 1997, kiedy to grał w islandzkim VB Vágur, gdzie pełnił rolę grającego trenera.
Jako pierwszy trener prowadził następujące kluby: FK Zemun, FK Rad, TB Tvøroyri, Jedinstvo Ub, FK Laktaši, Sheriff Tyraspol, Hajduk Kula, FK Novi Pazar, OFK Beograd, Radnički Nisz, Radnik Surdulica, Irtysz Pawłodar i Alaszkert Erywań. 